# Tayloria rudimenta
 (mars 2023).
Espèce
Tayloria rudimenta est une espèce de mousses de la famille des Splachnaceae (en), découverte en 1999 dans les monts Helan (région autonome hui du Ningxia, en Chine). 

## Description
La plante est en forme de touffes lâches et de couleur vert pâle. Les tiges sont peu feuillues et hautes de 3 à 5 mm. Les feuilles supérieures font 1,5 mm de long et 0,5 à 0,8 mm de large ; les feuilles inférieures sont plus petites. Les bords sont dentelés dans la moitié supérieure. 
Cette espèce présente la particularité de posséder des capsules sans péristome ou avec seulement des dents rudimentaires.

## Systématique
Le nom correct complet (avec auteur) de ce taxon est Tayloria rudimenta X.L.Bai & B.C.Tan.